# Brachylope petrophila
Brachylope petrophila är en insektsart som beskrevs av Dlabola 1974. Brachylope petrophila ingår i släktet Brachylope och familjen dvärgstritar. Inga underarter finns listade i Catalogue of Life.